# Arroyo Urquiza
Arroyo Urquiza är ett periodiskt vattendrag i Argentina.   Det ligger i provinsen Entre Ríos, i den östra delen av landet, 250 kilometer norr om huvudstaden Buenos Aires.
Omgivningen kring Arroyo Urquiza består i huvudsak av gräsmarker och området är mycket glesbefolkat, med 7 invånare per kvadratkilometer.